# Kirati

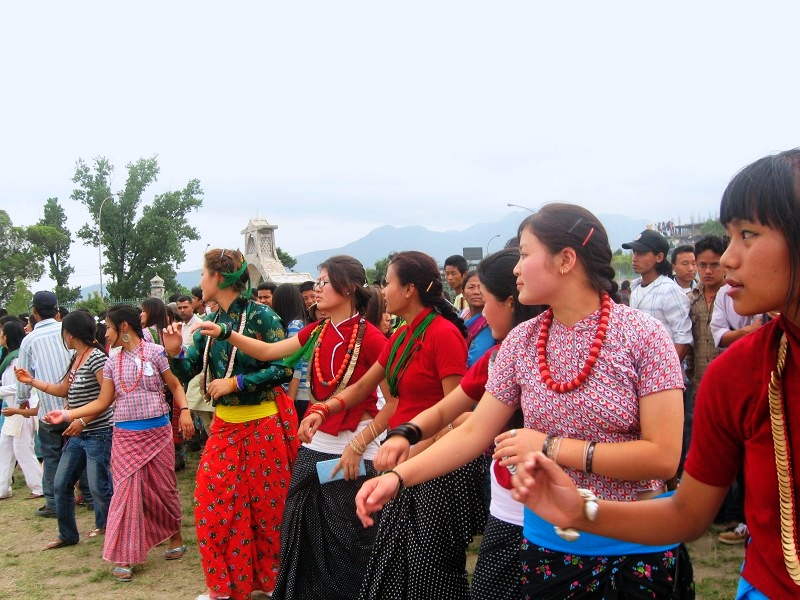
Celebración de Sakela en Katmandú

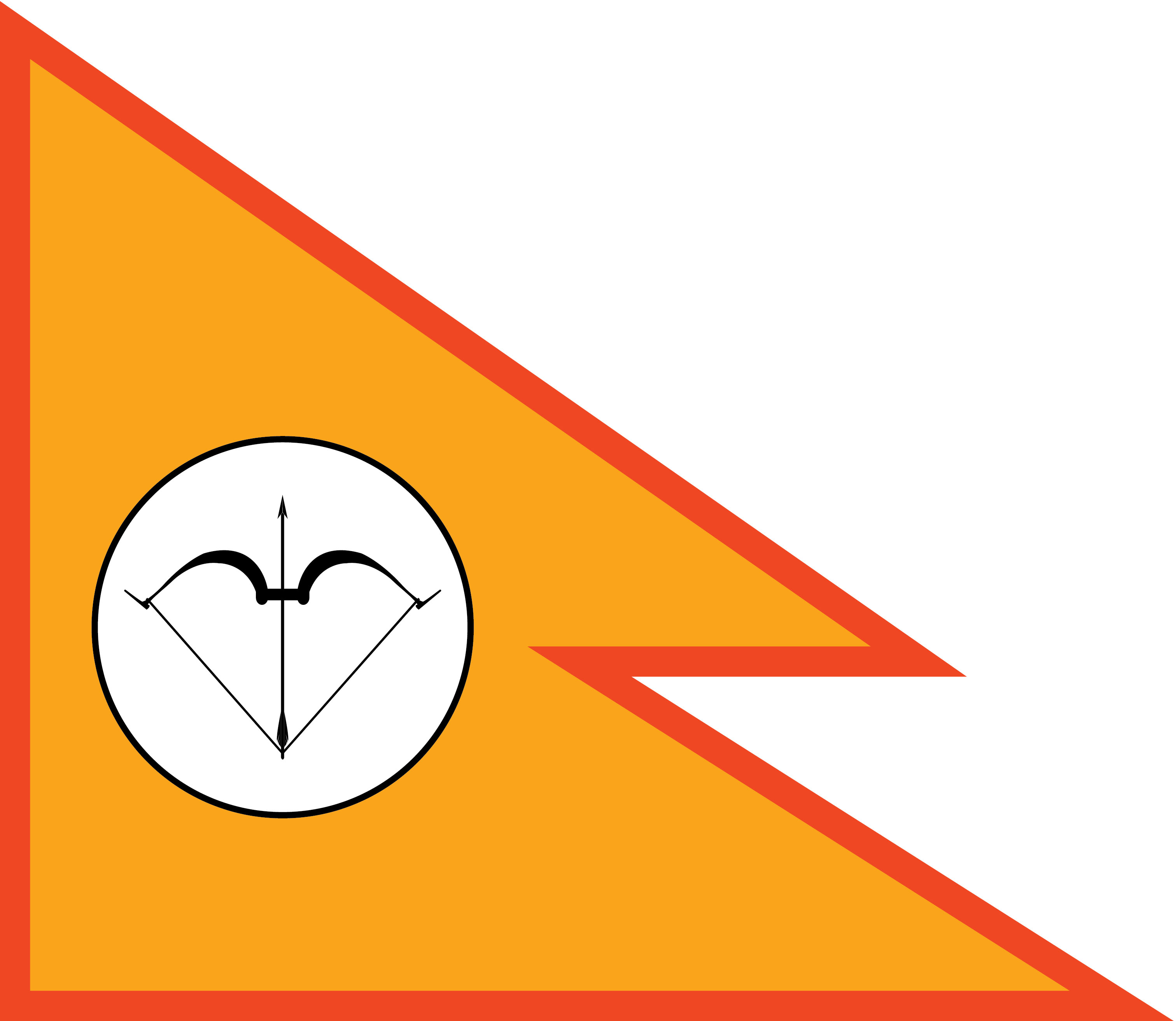
Bandera de Kirati

Los Kirati, Kirantis o Kirats, son una confederación de pueblos de Nepal que incluye a los pueblos Rai, Limbu y Sunuwar . Estos pueblos hablan lenguas tibetano-birmanas de la rama de las lenguas kiranti .
Los Kirati siguen su propia religión, distinta del budismo y el hinduismo. Creen en dos deidades supremas: Sumnima y Paruhang, así como en una multitud de dioses de segundo rango entre ellos: Sakela, Sakle, Toshi, Sakewa, Saleladi Bhunmidev, Chyabrung, Yokwa, Folsadar y Chendi. Tienen dos festivales importantes en el año: el Sakenwa Uvauli (durante la temporada de siembra) y el Sankenwa Udhauli. Todos afirman ser descendientes de una persona llamada Chandi .